# Дателен падеж
Дателният падеж, или дативът (на латински: casus dativus; на гръцки: δοτική), е падежна форма, която се съчетава с глагол, съществително и прилагателно име и изразява обектни, определителни и други отношения. Дателният падеж се използва обикновено, за да означи обект, на който се дава нещо, откъдето произлиза и името му.

## Видове дателен падеж
Според значението си дателният падеж може да бъде:

### Дателен на получателя
Дателният на получателя, който се среща при непряко допълнение, посочва обекта, към който е насочено действието:
рус.: Писать другу (пиша на приятел); Подарок детям (подарък за децата); Верный своему обещанию (верен на своето обещание).
хърв.: Otac se raduje djetetu (бащата се радва на детето); Domaćin nazdravlja gostima (домакинът вдига наздравица за гостите), Prijatelj se povjerava prijatelju (приятел се доверява на приятел)
ст.б.: Ангелъ рече ему. (Ангелът му рече.); Глаголааше же исходѧштыимъ народомъ крьстити сѧ отъ него. (Казваше на множествата, които излизаха, да се кръщават от него.) (Лука, 3:7)

### Дателен за предназначение
Дателният за предназначение изразява определително отношение с оттенък на предназначение:
рус.: Памятник Пушкину (паметник[, посветен] на Пушкин); Гимн природе (химн[, посветен] на природата)
хърв.: Nagrada najboljima (награда[, полагаща се] на най-добрите)
ст.б.: Храмъ молитвѣ (молитвен дом, букв.: дом, посветен на молитвата)

### Дателен за направление
Дателният за направление означава обекта, към който е насочено движение:
рус.: Иду к лесу (вървя към гората); Автобус подъехал к городу (автобусът наближи града)
хърв.: Svaka ptica svome jatu leti (всяка птица при своето ято отива); Ivan je otputovao k sestri (Иван замина при сестра си)
ст.б.: Се цѣсарь твои грѧдетъ тебѣ (Ето, твоят Цар идва при теб) (Матей, 21:5)

### Дателен на субекта
Дателният на субекта се използва в безлични изречения за обозначаване на субекта на състояние:
рус.: Ребенку нездоровится (на детето не му е добре); Мне здесь нравится (тук ми харесва)
хърв.: Čovjeku dojadi takav život (на човек му омръзва такъв живот)
ст.б.: Домоу твоемоу подобаетъ свѧтость Господьньіа въ длъготѫ дьньи (На Твоя дом подобава святост, Господи, за дълги дни) (Псалми, 92:5)

### Дателен самостоятелен
В старобългарския език се среща особен вид дателен падеж, наречен дателен самостоятелен или дателен абсолютен (dativus absolutus), който понякога съответства на родителен абсолютен в гръцкия език. Неговото значение преди всичко е темпорално (означаващо време), но се среща и със значение на причина, условие, следствие и др.:
И сѣдѧштю ему на горѣ Елеонсцѣ прѣмо црькъви въпрашаахѫ i единого (И когато седеше на Елеонския хълм срещу храма, Го попитаха насаме.) (Марко, 13:3).
И слъньцю мръкъшю и катапетазма цръковънаіа раздъра сѧ на дъвое от горы до низъ (И [когато] слънцето потъмня, и завесата на храма се раздра надве през средата.) (Лука, 23:45).
Иждивъшю же ему вьсѣ быстъ гладъ крѣпъкъ на странѣ тои и тъ начѧтъ лишити сѧ (А след като пропиля всичко, настана голям глад в онази страна и той изпадна в лишение.) (Лука, 15:14)

### Етичен дателен падеж
Етичният дателен падеж е разновидност на дателния падеж с модална употреба, изразяваща топлота и лична близост и служеща за подсилване на изречението:
Мило банково агънце, какво ми й сладко заспало (из българска народна песен).
Поседни тук, да си те видя.
Я, колко си ми пораснал!

## Остатъци от дателен падеж в съвременния български език
Макар в съвременния български книжовен език на практика да няма запазена падежна система при имената, в записани народни песни и в литературата от XIX век, а понякога и от XX век, могат да се срещнат форми в дателен падеж, напр. мама Стояну думаше, Майце си (от Христо Ботев) и др.
В съвременния български език са се запазили форми в дателен падеж при кратките форми на личните местоимения: ми, ти, му, ѝ, ни, ви, им. Пълните форми мене, тебе, нему, ней, нам, вам, тям вече се смятат за архаични.
Още в старобългарския език дателният падеж е започнал да поема функциите на родителния за притежание, напр. Доидошѧ до вратъ градѹ (дойдоха до вратите на града). Тази особеност се е запазила и в съвременния български език, напр. брат му, майка ти и т.н.

## Дателният падеж в различни езици
В някои езици дателният падеж е поел функциите на други, вече изчезнали падежи. Дателният означава притежание в простонародния латински (в класическия латински това му значение е слабо разпространено) и в класическия гръцки, който е загубил местния и творителния падеж, като дателният е поел функциите им. В шотландския келтски език дателният падеж се използва при съществителни, предшествани от прости предлози и определителен член. В грузинския език подлогът в изречението при някои глаголи и някои времена е в дателен падеж.
Дателният падеж е общо явление сред ранните индоевропейски езици, а се е запазил в балтийските, повечето славянски и германски езици, в албанския, румънския и др. Подобни форми съществуват и в езици извън групата на индоевроепейските, например угро-финските езици, турския и японския език.

### Дателният падеж в английския език
В староанглийския език, приблизително допреди Нормандското нашествие през 1066 г., е имало дателен падеж; обаче английската падежна система постепенно се е разпаднала по време на средноанглийския период, когато местоименията във винителен и дателен падеж са се слели. В съвременния английски език има няколко остатъка от форми в дателен падеж, като например в думата methinks, означаваща „струва ми се“, където me е старата дателна форма на личното местоимение, а thinks е със старо значение „изглежда“ (в староанглийския език глаголът thenken е означавал „мисля“, а thinken „изглеждам“, „струва ми се“). Местоимението whom също е остатък от дателен падеж, произлиза от староанглийската дателна форма hwām на местоимението hwā (кой), която се е смесила с винителната форма hwone. По подобен начин him е остатък от староанглийската дателна форма him, но замества и винителната hine, her – от дателната форма hire и винителната hīe.
В съвременния английски език непрякото допълнение се изразява както с предложна конструкция с to или for, така и с форма на местоимение в косвен падеж със значение на дателен падеж, напр. He gave that to me. е равно на He gave me that. (Той ми даде това.); He built a snowman for me. е равно на He built me a snowman. (Той ми направи снежен човек.). И в двата случая местоимението me функционира като местоимение в дателен падеж.